# Walter Zrenner
Walter Zrenner (* 5. Mai 1914 in Wien; † 2009) war ein österreichischer Lyriker, Essayist, Hörspielautor und Übersetzer.
Zrenner studierte Philologie und promovierte. Nach dem Krieg arbeitete er zunächst als Dolmetscher, dann als Gymnasiallehrer in Salzburg und danach am Theresianum in Wien. Neben seiner Tätigkeit als Lehrer veröffentlichte er Lyrik, Essays und Hörspiele. Für seine lyrischen Arbeiten erhielt 1957 den Georg-Trakl-Förderungspreis für Lyrik.
Zudem übersetzte er aus dem Lateinischen.
Für die Übersetzung des neulateinischen Lyrikwerks von Simon Rettenpacher wurde ihm 1987 das Österreichisches Ehrenkreuz für Wissenschaft und Kunst verliehen.

## Würdigungen
- 1957 Georg-Trakl-Förderungspreis für Lyrik
- 1975 Förderungspreis des Wiener Kunstfonds
- 1987 Österreichisches Ehrenkreuz für Wissenschaft und Kunst

## Werke
- Im Strahlungsfeld. Moderne Zeitbilder und ihre Interpretation. Österreichische Verlagsanstalt, Wien 1977.
- Akkorde, Dissonanzen. Impressionen aus der technischen Epoche. Österreichische Verlagsanstalt, Wien 1977.
- „La machine de Marly“. Aspekte des Zeitgeistwandels. Turia u. Kant, Wien 1989, ISBN 3-85132-004-2.
- An der Jahrtausendneige. Gedankenlyrische Texte. Frieling, Berlin 1993, ISBN 3-89009-546-1.
- … durchs Prisma. Betrachtungen, Deutungen, Erzählungen aus der „Inneren technischen Epoche“. Ed. Doppelpunkt, Wien 2002.